# جاي روبنسون
جاي روبنسون (بالإنجليزية: Jay Robinson)‏ (و. 1930 – 2013 م) هو ممثل، وممثل تلفزيوني، من الولايات المتحدة الأمريكية، ولد في مدينة نيويورك، توفي في شيرمان أوكس (كاليفورنيا)، عن عمر يناهز 83 عاماً.

## وصلات خارجية
- جاي روبنسون على موقع IMDb (الإنجليزية)
- جاي روبنسون على موقع ألو سيني (الفرنسية)
- جاي روبنسون على موقع أول موفي (الإنجليزية)
- جاي روبنسون على موقع قاعدة بيانات برودواي على الإنترنت (الإنجليزية)
- جاي روبنسون على موقع قاعدة بيانات الأفلام السويدية (السويدية)
- جاي روبنسون على موقع إن إن دي بي (الإنجليزية)
- جاي روبنسون على موقع قاعدة بيانات الفيلم (الإنجليزية)
- جاي روبنسون على موقع كينوبويسك (الروسية)